# Medaile Nachimova
Medaile Nachimova (rusky Медаль Нахимова) bylo vojenské vyznamenání Sovětského svazu založené roku 1944. Udílena byla statečnost a odvahu při čelení námořním hrozbám.

## Historie
Medaile byla založena dekretem prezidia Nejvyššího sovětu Sovětského svazu ze dne 3. března 1944 O zřízení vojenských medailí: medaile Ušakova a Nachimova. Dekretem prezidia Nejvyššího sovětu Ruské federace č. 2424-1 ze dne 2. března 1992 byla medaile zachována i v systému Ruské federace, a to až do doby, kdy vešel v platnost dekret prezidenta Ruské federace č. 442 ze dne 2. března 1994 O státních vyznamenáních Ruské federace. Celkem bylo uděleno přibližně 14 020 těchto medailí.

## Pravidla udílení
Medaile byla udílena námořníkům a vojákům námořnictva a námořních jednotek pohraniční stráže. Udílena byla za šikovné, proaktivní a odvážné akce, které přispěly k úspěšnému plnění bojových misí lodí a vojenských jednotek v námořních kampaních, za odvahu prokázanou při obraně státní námořní hranice Sovětského svazu, za obětavost prokázanou při výkonu vojenské služby nebo za jiné zásluhy během aktivní vojenské služby v podmínkách ohrožujících život.
Medaile se nosí nalevo na hrudi. V přítomnosti dalších sovětských medailí se nachází za medailí Za bojové zásluhy. Pokud se nosí s vyznamenáními Ruské federace, pak mají ruská vyznamenání přednost.

## Popis medaile
Medaile kulatého tvaru o průměru 36 mm je vyrobena z bronzu. Na přední straně je podobizna Pavla Nachimova. Při vnějším okraji je nápis v cyrilici дмирал Нахимов. Pod podobiznou jsou dvě překřížené vavřínové větvě. V místě překřížení je pěticípá hvězda. Na zadní straně je plachetnice lemovaná řetězem se dvěma kotvami. Všechny motivy i nápisy jsou konvexní. Okraj medaile je vystouplý.
Medaile je připojena pomocí jednoduchého kroužku ke kovové destičce ve tvaru pětiúhelníku potažené hedvábnou stuhou z moaré modré barvy. Stuha je široká 24 mm. Uprostřed stuhy jsou tři bílé proužky široké 3 mm. Vzdálenost proužků od vnějšího okraje pásky je 5,5 mm a vzdálenost mezi jednotlivými proužky je 2 mm.